# 蓼水河
蓼水河，是位於中国湖南省綏寧縣、洞口縣的一条河流，汇入赧水，属于资水水系。河长97千米，流域面积1141平方千米，多年平均流量29立方米每秒。自然落差667米。水能理论蕴藏量3万千瓦。